# 日干墓地
日干墓地，位于中国青海省化隆县德恒隆乡德恒隆村，为第四批青海省文物保护单位，公布日期为1986年5月27日，类型为古墓葬。
日干墓地的历史年代为卡约文化。